# Saint-Rémy-Boscrocourt
Saint-Rémy-Boscrocourt és un municipi francès situat al departament del Sena Marítim i a la regió de Normandia. L'any 2007 tenia 756 habitants.

## Demografia

### Població
El 2007 la població de fet de Saint-Rémy-Boscrocourt era de 756 persones. Hi havia 275 famílies de les quals 41 eren unipersonals (12 homes vivint sols i 29 dones vivint soles), 111 parelles sense fills, 111 parelles amb fills i 12 famílies monoparentals amb fills.
La població ha evolucionat segons el següent gràfic:
Habitants censats

### Habitatges
El 2007 hi havia 311 habitatges, 279 eren l'habitatge principal de la família, 18 eren segones residències i 15 estaven desocupats. 309 eren cases i 2 eren apartaments. Dels 279 habitatges principals, 240 estaven ocupats pels seus propietaris, 32 estaven llogats i ocupats pels llogaters i 7 estaven cedits a títol gratuït; 1 tenia una cambra, 8 en tenien dues, 52 en tenien tres, 78 en tenien quatre i 139 en tenien cinc o més. 222 habitatges disposaven pel capbaix d'una plaça de pàrquing. A 98 habitatges hi havia un automòbil i a 144 n'hi havia dos o més.

### Piràmide de població
La piràmide de població per edats i sexe el 2009 era:
| Homes | Edats   | Dones |
| ----- | ------- | ----- |
| 0     | 95 o +  | 0     |
| 0     | 90 a 94 | 0     |
| 0     | 85 a 89 | 12    |
| 12    | 80 a 84 | 12    |
| 8     | 75 a 79 | 4     |
| 8     | 70 a 74 | 16    |
| 12    | 65 a 69 | 8     |
| 20    | 60 a 64 | 20    |
| 12    | 55 a 59 | 28    |
| 24    | 50 a 54 | 24    |
| 20    | 45 a 49 | 16    |
| 32    | 40 a 44 | 12    |
| 16    | 35 a 39 | 32    |
| 52    | 30 a 34 | 24    |
| 16    | 25 a 29 | 20    |
| 24    | 20 a 24 | 8     |
| 36    | 15 a 19 | 32    |
| 24    | 10 a 14 | 24    |
| 24    | 5 a 9   | 28    |
| 28    | 0 a 4   | 16    |

## Economia
El 2007 la població en edat de treballar era de 500 persones, 375 eren actives i 125 eren inactives. De les 375 persones actives 343 estaven ocupades (198 homes i 145 dones) i 31 estaven aturades (14 homes i 17 dones). De les 125 persones inactives 50 estaven jubilades, 36 estaven estudiant i 39 estaven classificades com a «altres inactius».

### Ingressos
El 2009 a Saint-Rémy-Boscrocourt hi havia 302 unitats fiscals que integraven 815,5 persones, la mediana anual d'ingressos fiscals per persona era de 17.710 €.

### Activitats econòmiques
Dels 17 establiments que hi havia el 2007, 1 era d'una empresa extractiva, 1 d'una empresa de fabricació d'altres productes industrials, 8 d'empreses de construcció, 3 d'empreses de comerç i reparació d'automòbils, 1 d'una empresa de transport, 1 d'una empresa de serveis i 2 d'entitats de l'administració pública.
Dels 6 establiments de servei als particulars que hi havia el 2009, 4 eren fusteries i 2 lampisteries.
L'any 2000 a Saint-Rémy-Boscrocourt hi havia 13 explotacions agrícoles que ocupaven un total de 702 hectàrees.

## Equipaments sanitaris i escolars
El 2009 hi havia una escola elemental integrada dins d'un grup escolar amb les comunes properes formant una escola dispersa.

## Poblacions més properes
El següent diagrama mostra les poblacions més properes.